# Крода
Kroda e украинска фолк и блек група, основана през 2003 г. в град Днипро, Украйна.

## Дискография
- Cry to Me, River... (2004)
- Legend (Poppyflowers Are Blossoming)
- Towards the Firmaments Verge of Life... (2005)
- By a Hammer of Spirit and Identity of Blood (2006)
- Fimbulvinter (2007)